# Szasu
Szasu – egipskie słowo określające Beduinów, zamieszkujących tereny na wschód od starożytnego Egiptu – w ziemi Kanaan, w południowej Transjordanii i na półwyspie Synaj, a także na terytorium Lewantu w XV wieku p.n.e. aż do Trzeciego Okresu Przejściowego. 
Nazwa wzięła się z transliteracji egipskiego słowa š3sw, oznaczającego tych, którzy przemieszczają się pieszo, określającego pogardzanych przez Egipcjan Beduinów. Po raz pierwszy terminu użyto w XV wieku p.n.e. Pojawia się on na liście wrogów umieszczonej na kolumnie w świątyni w Soleb, zbudowanej przez Amenhotepa III. Skopiowana później przez Ramzesa II w Amarze i w Akszy, lista ta wymienia sześć grup Szasu: Szasu z S'rr, Szasu z Lbn, Szasu z Sm't, Szasu z Wrbr, Szasu z Yhw i Szasu z Pysps. 

## Szasu z Yhw
Na jednym z napisów ze świątyni w Solebie jest mowa o Szasu z Yhw. M. Astour stwierdził, że hieroglify odpowiadają bardzo dokładnie hebrajskiemu tetragramowi JHWH, stanowiącemu zapis imienia Boga, Jahwe. Jest to najstarszy znany zapis tego imienia, starszy o 500 lat od imienia na Steli Meszy. Doprowadziło to znaczną liczbę uczonych, wśród nich Donalda B. Redforda, Jeana Leclenta, Shmuela Ahituva, Rolanda de Vauxa oraz Williama G. Devera do wniosku, że lud identyfikowany z nazwą Izrael (Hebrajczycy) na Steli Meszy był nazywany przez Egipcjan Szasu, a imię wyryte na kolumnie w Solebie odpowiada hebrajskiemu tetragramowi JHWH.
Proponowane powiązanie między Izraelitami i Szasu może być jednak ograniczone przez fakt, że grupy znane później jako Izraelici nie są opisane i przedstawione jako Szasu w żadnych innych źródłach.